# Serovocultuur
De Serovocultuur (Russisch: Серовская культура) was een archeologische cultuur van subneolithische nomadische jagers en vissers in Cisbaikal, van het late 4e tot vroege 3e millennium v.Chr. Ze is vernoemd naar het voormalige dorp Serovo (nu onder het Stuwmeer van Bratsk) waar in de jaren dertig door Aleksej Okladnikov opgravingen werden verricht. Ze volgde op de Isakovocultuur, en werd opgevolgd door de Glazkovocultuur.
Het aardewerk omvatte door uitkloppen vervaardigd vaatwerk met ronde bodems, met een grote variatie aan ingekerfde geometrische decoraties.
Begrafenissen vonden plaats in rugligging, uitgestrekt of met opgetrokken benen, met de voeten naar de rivier of naar het zuidoosten, in diepe soms met steen beklede en met een stenen plaat bedekte grafkuilen, soms bedekt met berkenschors. De menselijke resten waren van een Oost-Aziatisch type. Crematie kwam ook voor. 
Onder de grafgiften bevonden zich stenen messen, bladvormige dolken, pijlpunten, hakgereedschap (soms gemaakt van jade), antropomorfe en zoömorfe beeldjes, pyrofyllietkralen,  sieraden gemaakt van slagtanden van herten en wilde zwijnen, enz. De dragers van de cultuur maakten complexe tot 1-1,5 m lange bogen met inleggingen van been. Voor de visvangst werden netgewichten, vishaken, lokaas en harpoenen van been en hoorn gevonden. 
Ook rituele voorwerpen werden gevonden. Opvallend is de vondst van een  beenderen sculptuur, aan het uiteinde waarvan een beervormig beeldje met twee hoofden (een man en een beer) is uitgesneden. Een aantal rotstekeningen van elanden en vissen worden eveneens aan de cultuur toegeschreven.  